# Thorkild Simonsen
Thorkild Simonsen (født 7. juli 1926 i Sønder Rubjerg, død 4. september 2022) var en dansk politiker.
Han var ordblind og udlært maler 1945 og var elev på Haslev udvidede Højskole 1947-1948. Derefter uddannede han sig som folkeskolelærer ved Ribe Statsseminarium fra 1948-1953. Simonsen blev samme år ansat som folkeskolelærer ved N.J. Fjordsgades Skole, hvor han også udnyttede sine erfaringer som erhvervsvejleder af unge. I 1961 blev han udnævnt til først viceskoleinspektør, siden skoleinspektør ved Brobjergskolen - en post han beklædte frem til 1970.[kilde mangler]
Thorkild Simonsen var medlem af Århus Byråd for Socialdemokraterne 1966-1997. I den periode var han rådmand for skole, idræt og kultur fra 1. april 1971 til 31. december 1981 og stod bag opførelsen af Musikhuset Aarhus. Herefter blev han borgmester fra 1. januar 1982 til 1997 og sikrede Socialdemokratiet gode valg. Han blev udpeget som indenrigsminister i regeringen Poul Nyrup Rasmussen III 20. oktober 1997 og fortsatte på samme post i regeringen Poul Nyrup Rasmussen IV til 23. februar 2000.
Han blev tildelt Fortjenstmedaljen i guld i 1997.
Den 3. marts 2005 blev Thorkild Simonsen af forligspartierne bag Strukturforliget bedt om at være opmand i en række omstridte sammenlægninger rundt om i landet. Detaljerne er beskrevet i artiklen om Strukturreformen.

## Privat
Han var søn af Alfred og Anna Simonsen og havde fem søskende: Ebba, Kristine, Gudrun, Bodil og Ove Johannes.
Han var fra 1953 gift med Edny (f. Jensen), med hvem han fik tre børn.